# Claude Papi
Claude Papi (16 de abril de 1949 – 28 de enero de 1983) fue un centrocampista de fútbol francés que estuvo considerado como el mejor jugador del Sporting Club Bastiais. Fue finalista con este club de la Copa de la UEFA en 1978 y fue elegido "futbolista corso del siglo". Con el equipo francés, fue parte de tres selecciones y compitió en la Copa del Mundo en 1978 .

## Carrera futbolística
Nacido en Porto-Vecchio, Corsica, Papi jugó siempre en el  SC Bastia. Consiguió llevar al Bastia a las finales de la copa de la UEFA en 1978, con siete goles por temporada. Papi  fue el principal goleador de todos los tiempos para el Bastia, con 134 goles en 479 partidos. 
Como líder, su visión del juego, su técnica y su habilidad fueron parte de la estrategia de ataque del equipo que incluía a Dragan Dzajic , Jacques Zimako y François Félix . Durante el Campeonato francés de 1976-1977, el Bastia anotó un total de 82 goles y, por lo tanto, obtuvo un tercer lugar que le abrió las puertas de la Copa de Europa de la siguiente temporada. 
Fue durante la temporada europea de 1977-1978 cuando su juego fue decisivo. Con los jugadores  Johnny Rep , Merry Krimau , Félix Lacuesta  e Yves Mariot a su lado, el equipo Bastia desarrolló un juego heroico, consigiuendo la victoria en el campo de Turín. Durante el campeonato europeo de 1977-8 marcó 7 goles. En la final tras un partido sin goles (0-0) en el estadio Furiani (disputado bajo la tormenta en un césped anegado) el Bastia perdió en el partido de vuelta contra el club holandés PSV Eindhoven (3-0), pero quedó Subcampeón de Europa (1978).

## Carrera internacional
La campaña europea le permitió obtener un lugar entre los 22 jugadores seleccionados para la Copa Mundial de 1978 en Argentina. Jugó el último partido contra Hungría allí, como jugador titular, y fue reemplazado en el descanso por Michel Platini . Fue el único partido jugado por un jugador de Bastia en el equipo de Francia durante una fase final de la copa del mundo. El partido contra Hungría ganó por 3-1. 
Su mayor disgusto se debió a su  ausencia de la final victoriosa en la Copa de Francia en 1981, en la que no pudo competir debido a una lesión. Terminó su carrera deportiva al final de la temporada, después de haber jugado 479 partidos para su club consiguiendo un total de 134 goles.

## Fallecimiento
Papi falleció el  28 de enero de 1983 con 33 años de edad debido a un aneurisma cerebral. En 1983, Córcega se enteró con asombro de la muerte de Claude tras el aneurism sufrido por el jugador durante un partido de tenis en Miomo en Cap Corse.  Más adelante sería denominado "futbolista corso del siglo".  El stand oficial del estadio Armand-Cesari y el estadio de su club debut, AS Porto Vecchio, llevan su nombre. 

## Honores
- Ligue 2: 1967–68
- Copa de Francia: 1980@–81
- Supercopa de Francia: 1972
- Subcampeón de  la UEFA: 1978